# Karl Malone
Karl Malone (Bernice, Louisiana (Estats Units), 24 de juliol de 1963) és un jugador de bàsquet de l'NBA.
Va ser triat en el draft de 1985 en el tretzè lloc per Utah Jazz, on va desenvolupar el seu joc durant 18 anys. En els Jazz va formar parella amb el base John Stockton. Junts van formar una parella que interpretava el "pick and roll". Karl Malone va arribar a jugar en els playoffs en cadascuna dels seus 19 temporades, cosa que li va permetre ser actualment el segon millor encistellador de tots els temps només per darrere del pivot Kareem Abdul-Jabbar. Va arribar a jugar dos finals consecutives, en 1997 i 1998, però no va poder arribar a aconseguir l'anell de campió a causa que el seu equip va perdre amb els Chicago Bulls de Michael Jordan i Scottie Pippen. Malgrat això va assolir ser triat dues vegades MVP durant la seva carrera.
En 2003, després de la retirada del seu company d'equip i amic John Stockton, Karl Malone va decidir deixar l'equip a la recerca de l'anell de campió. Per a això va decidir fitxar per los Angeles Lakers, equip en el qual va coincidir amb Kobe Bryant, Shaquille O'Neal, Gary Payton (donant lloc als anomenats "quatre magnífics") i l'entrenador Phil Jackson (guanyador de 6 anells amb els Bulls en els 90). Però no va tenir l'èxit esperat, va passar gran part de la temporada amb problemes de lesions. Després d'un gran esforç es va arribar a les esperades finals on, els Detroit Pistons van guanyar als Lakers, perdent així la possibilitat de l'anell. La temporada 2004-2005 es va especular amb el seu retorn però finalment aquest no es va donar. És considerat com un possible futur membre del Basketball Hall of Fame de l'NBA i va ser inclòs en 1997 entre els 50 millors jugadors de la història de l'NBA. La seva samarreta ha estat retirada pels Utah Jazz.
Ningú abans que ell va tenir la seva enorme força, pes i velocitat al mateix temps, i la seva arribada a l'NBA va suposar una autèntica revolució a la seva posició, aler pivot.